# Boîte à coucou
Pour les articles homonymes, voir Coucou (homonymie).
Une boîte à coucou est un gadget popularisé par l'émission Les Guignols de l'info. Dans l'univers fictif de l'émission, ce gadget est inventé par Johnny Hallyday.

## Création
La boîte à coucou a été conçue par François Rollin, auteur à l'époque des Guignols. Ce gadget avait comme mission de changer l'image de Johnny Hallyday. Durant la période des Arènes de l'Info, la marionnette de Johnny passait pour un idiot. Par exemple, le sketch Nuit de noce montrait Johnny porter sa nouvelle femme et qui essayait de passer une porte, mais qui cognait sa femme contre le mur.

## Description
Il s'agit d'une petite boîte de forme cubique à reconnaissance vocale. Lorsque Johnny prononce la phrase « Ah que coucou ! » à proximité, un mécanisme provoque l'ouverture du couvercle, l'apparition d'un œuf et l'émission d'un « coucou » sonore, sur le principe du diable en boîte. L'utilisation de la boîte à coucou provoque l'hilarité de Johnny Hallyday et l'amusement, puis l'exaspération du présentateur PPD.
Les concepteurs de l'émission inventent ensuite d'autres types de boîte à coucou. Outre la boite à coucou originale, telle que présentée la première fois par Johnny, on trouve lors des séances de télé-shopping présentées par le chanteur :
- le modèle Géant, avec une tonalité grave.
- le modèle Mini, discret avec sa tonalité aiguë.
- le modèle Pour Femme, avec fonction stéréo.
- le modèle Yéyé, évoquant l'époque yéyé des années 60.
- le modèle Baba, évoquant les babas cool des années 70.
- le modèle Politique, ou boîte à coucou Antiraciste, reprenant les codes du conte du Vilain Petit Canard. Les couleurs sont en effet inversées : la boîte est blanche et l'œuf qui en sort est noir. De plus, le cri du coucou est remplacé par celui du canard.
- pour les plus téméraires, il existe la boîte à coucou Pour les Fous, de forme sphérique et avec un œuf de forme carrée. Le bruit qu'elle émet n'a également plus rien à voir avec le concept originel.
- le modèle Football, offert à Johnny par Jean-Pierre Papin.
- le modèle Caca, conçu par Serge Gainsbourg. Politiquement incorrect, à l'image de son créateur. Gainsbourg dit "Caca" au lieu de "Coucou", une crotte remplace l'œuf et un bruit de pet remplace le cri du coucou.

La Boîte à coucou revient le 7 février 2013 sous la même forme mais avec le nom de la boîte à « Cocu ». Selon Johnny, c'est son ex-femme Adeline qui le lui a offert. Si quelqu'un dit « Cocu » et que l’œuf sort, cela signifie que la personne est cocue. Il rajoute que tous les soirs quand il était marié avec Adeline, l’œuf sortait. Au cours de ce même sketch, PPD essaye la boîte et apprend ainsi qu'il est cocu.